# Eduardo Enrique Reina
Eduardo Enrique Reina García (Tegucigalpa, 9 de diciembre de 1968) es un diplomático hondureño, ex ministro de Relaciones Exteriores de Honduras. Fue magistrado del Tribunal de Justicia Electoral (2019-2022) en representación del Partido Libertad y Refundación y asesor de la Presidencia en el gobierno de Manuel Zelaya.

## Estudios
Se graduó de licenciado en Ciencias Jurídicas y Sociales, con orientación en Derecho Internacional Público, en la Universidad Nacional Autónoma de Honduras en 1994 y realizó sus estudios de postgrado con énfasis en Comercio, Finanzas Internacionales, Derecho Internacional y Política Internacional en la Universidad de Oxford, Reino Unido. 
Ha participado en numerosos seminarios, cursos y talleres sobre cooperación internacional para el desarrollo, derecho internacional, negociaciones comerciales, integración regional, industria agrícola, diplomacia, negocios en el sector energético, comercio exterior, delimitación marítima, globalización, propiedad intelectual, arbitraje y otros temas en varias instituciones y universidades en Holanda, Bélgica, Israel, Reino Unido, Guatemala, Nicaragua, Alemania, El Salvador, República Dominicana, Costa Rica y los Estados Unidos.

## Carrera

### En política y diplomacia
Se desempeñó como primer secretario de la Embajada de Honduras en Bruselas, consejero de la Embajada de Honduras ante la Unión Europea, Bélgica, Países Bajos y Luxemburgo, y consejero de la Embajada de Honduras en Londres. En la Secretaría de Relaciones Exteriores de Honduras, desempeñó los cargos de director de Exportación e Inversiones, jefe de Gabinete y asesor del Despacho Ministerial, asesor de la Oficina Especial de Soberanía y viceministro de Relaciones Exteriores. 
Perteneció a la Juventud Liberal y fue vicepresidente del Instituto de Educación Política Popular del Partido Liberal de Honduras y miembro del Instituto de Estudios Económicos y Sociales del mismo. Fue nombrado secretario privado y ministro de Comunicaciones del presidente de la República Manuel Zelaya, del mismo partido. Posteriormente ocupó el cargo de director de la Oficina de la Secretaría General de la Organización de los Estados Americanos (OEA) en La Paz, Bolivia en dos oportunidades de 2010-2013 y en 2014. 
En las elecciones de 2013 fue candidato a tercer designado presidencial del Partido Libertad y Refundación (LIBRE), de Manuel Zelaya, acompañando en la fórmula presidencial a la candidatura presidencial Xiomara Castro. También fue secretario de Comunicaciones y vocero de ese partido en 2013. 
El 10 de septiembre de 2019 fue nombrado por el Congreso Nacional magistrado del recién creado Tribunal de Justicia Electoral, en representación de LIBRE. Ejerció la presidencia de ese ente del 24 de septiembre de 2019 al 24 de septiembre de 2020. Dejó el cargo el 27 de enero de 2022, cuando fue nombrado ministro de Relaciones Exteriores.

### Como asesor
Ha sido asesor de política comercial internacional del Consejo Hondureño de la Empresa Privada, consultor del BID para la negociación e implementación del CAFTA especialmente en la parte legal, laboral y de propiedad intelectual; consultor del Programa de las Naciones Unidas en asuntos jurídicos, análisis político prospectivo, fortalecimiento institucional, derechos humanos, grupos vulnerables y VIH/SIDA, y apoyo a la Sociedad Civil, asesor voluntario del Foro Nacional de VIH/SIDA en Honduras, entre otros. 
Prestó su asesoría legal para el Instituto Hondureño del Turismo para el establecimiento del muelle internacional de cruceros y el Proyecto Valle de Copán del Banco Mundial. Ha sido procurador legal del Bufete Valladares Soto y profesional del derecho integrante del Bufete Azcona, Reina y Rojas, asesorando a varias organizaciones de Sociedad Civil y empresas. También ha desarrollado consultorías de diversa índole: fortalecimiento a la democracia, derechos humanos y juventud, entre otros, para distintas agencias de la cooperación internacional. Y ha dictado conferencias y charlas en el ámbito nacional e internacional. 

### Miembro de misiones
Ha sido miembro y jefe de numerosas delegaciones hondureñas a distintos niveles tanto en cumbres presidenciales, reuniones de ministros de Relaciones Exteriores, multisectoriales y niveles técnicos, así como en distintos foros de organismos internacionales a nivel mundial, regional y subregional.
Después del golpe de Estado de 2009 fue designado por el presidente Zelaya como jefe de la Misión Diplomática de Honduras ante la Casa Blanca en Washington. Participó en varias misiones de observación electoral de la Organización de los Estados Americanos en Bolivia y en Ecuador.

## Publicaciones
Fue columnista del diario La Tribuna de Honduras y tiene publicaciones en la revista política de Honduras y en aspectos de soberanía territorial y marítima de Honduras.

## Condecoraciones
Recibió la condecoración Cóndor de los Andes, Grado de Comendador, otorgada por Bolivia por su labor como representante de la OEA en 2013.

## Familia y vida personal
Está casado con Karen Cis Rosales y tiene tres hijos: María Montserrat, Eduardo Enrique y David Adrián. 
Su pasatiempos ha sido el lanzamiento del martillo, habiendo sido miembro de la selección hondureña y campeón centroamericano. También obtuvo una mención Blues en el equipo de atletismo de la Universidad de Oxford.